# 欣里希·罗迈克
欣里希·罗迈克（德語：Hinrich Romeike，1963年5月26日—），德国男子马术运动员。他曾代表德国参加2004年和2008年夏季奥林匹克运动会马术比赛，其中2008年奥运会获得二枚金牌。